# Севастьянова, Светлана Алексеевна
Светлана Алексеевна Севастьянова (19 июня 1931 — 7 августа 1999) — советская и российская теннисистка, тренер по теннису. Мастер спорта СССР, заслуженный тренер СССР.

## Биография
Родилась в 1931 году. В теннис начала играть в 1946 году в Москве под руководством тренера Н. К. Каракаша. Бронзовый призёр чемпионата СССР (1953) в парном разряде. Чемпионка Москвы (1962—1963, зима) в парном разряде. Чемпионка ВЦСПС (1954) в миксте. Победительница Всесоюзных зимних соревнований (1954) в парном разряде. Чемпионка СССР (1948) в команде девушек Москвы. Чемпионка Москвы (1948) в одиночной и парном разрядах среди девушек старшего возраста.
В 1962 году выполнила норматив на звание мастера спорта СССР.
В течение многих лет занималась тренерской деятельностью. Старший тренер московского ДСО «Динамо» в 1961—1988 годах. С 1990 года — старший тренер теннисного отделения СДЮШОР № 24 в Москве. Тренер сборной СССР по теннису в 1968 году. В 1960—1980-х годах — член Всесоюзного тренерского совета Федерации тенниса СССР.
Среди подопечных Светланы Алексеевны — Н. Рева, Ю. Сальникова, Н. Чмырёва, Г. Бакшеева, Т. Чалко, М. Чувырина.
За подготовку выдающихся спортсменов ей были присвоены почётные звания «Заслуженный тренер РСФСР» (1975) и «Заслуженный тренер СССР» (1991).
Умерла в 1999 году. Похоронена на Ваганьковском кладбище в Москве.

### Семья
Супруг — Ю. А. Чмырёв, теннисист и заслуженный тренер РСФСР. Дочь — Н. Ю. Чмырёва, также теннисистка, заслуженный мастер спорта СССР.